# Alix av Frankrike
Alix av Frankrike, född 1150, död 1198, var en fransk prinsessa, dotter till Ludvig VII av Frankrike och Eleonora av Akvitanien, och gift 1164 med greve Theobald V av Blois. Hon regerade Blois mellan 1190 och 1197; först som sin makes ställföreträdare i hans frånvaro, och från 1191 som förmyndare för sin son Ludvig I av Blois.